# Microcentrum retinerve
Microcentrum retinerve är en insektsart som först beskrevs av Hermann Burmeister 1838.  Microcentrum retinerve ingår i släktet Microcentrum och familjen vårtbitare. Inga underarter finns listade i Catalogue of Life.

## Bildgalleri

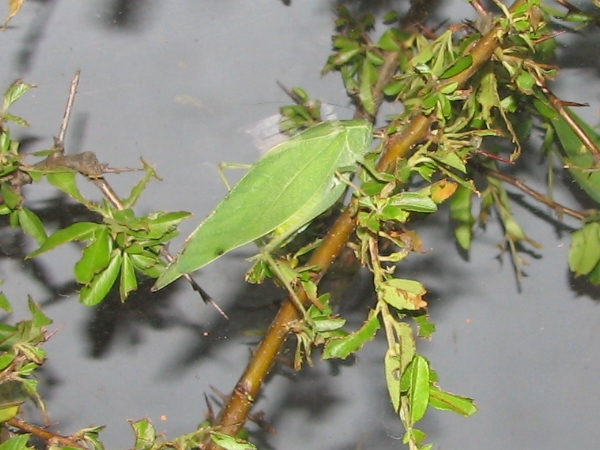
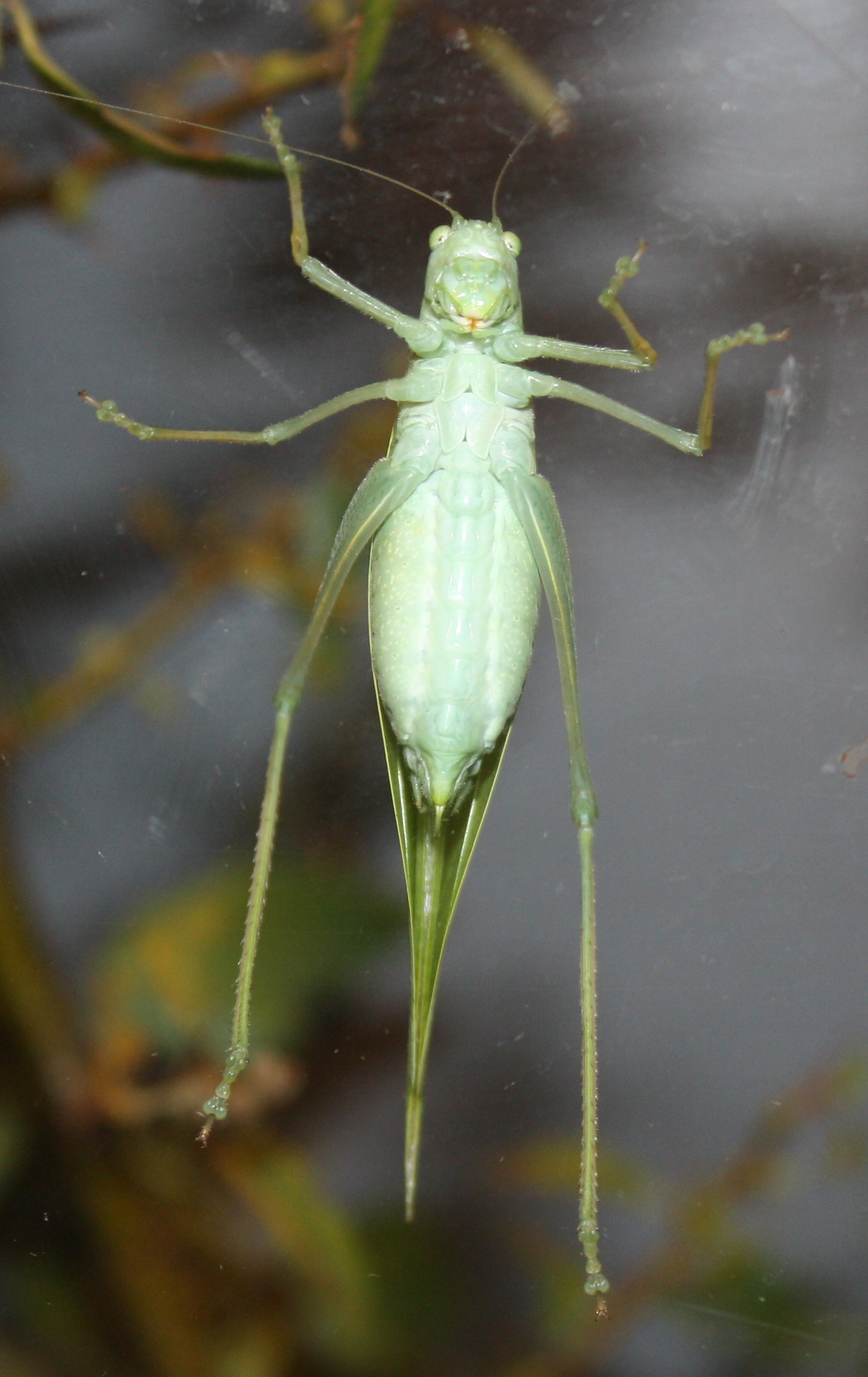
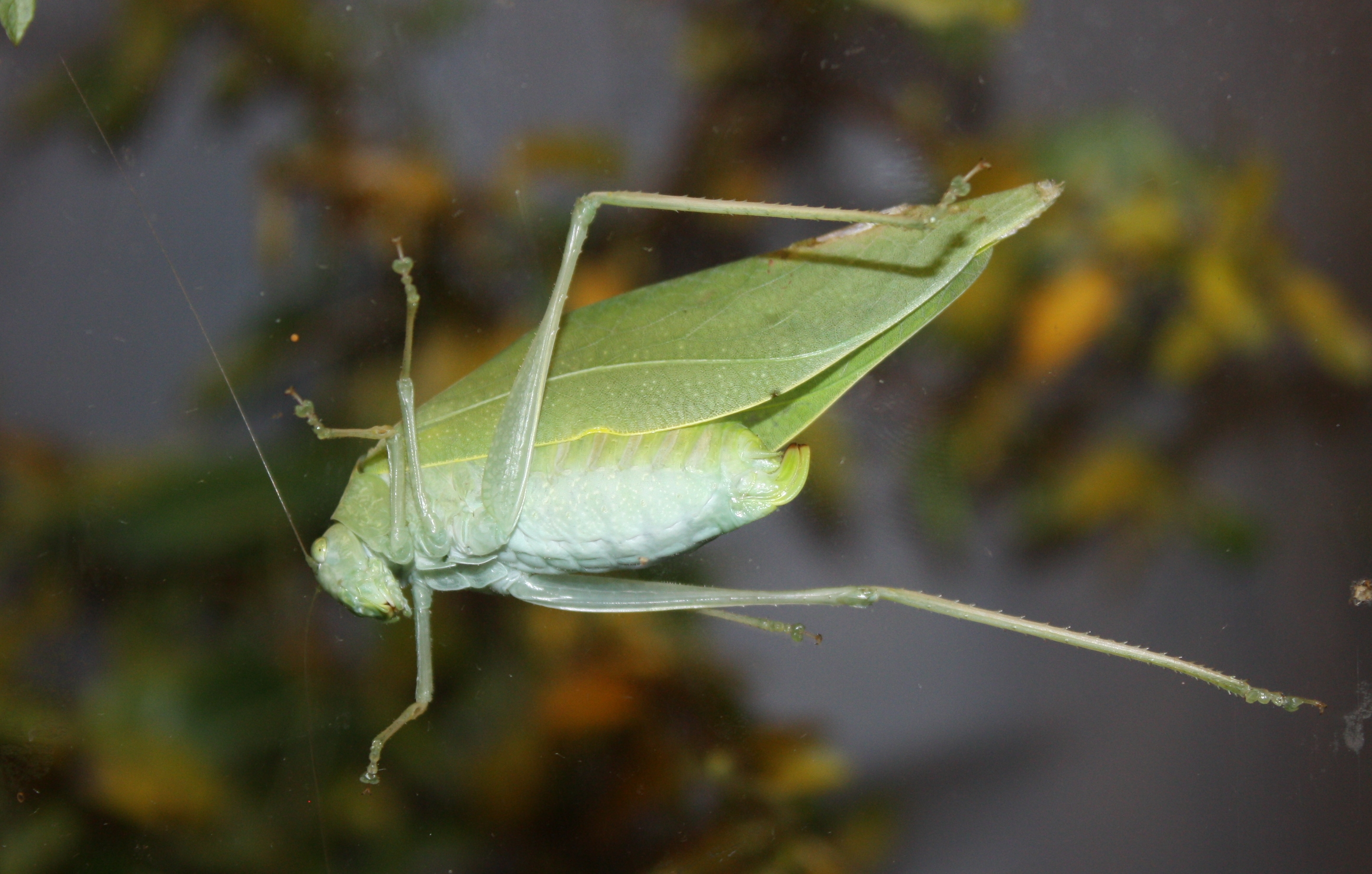